# Taviodes virgata
Taviodes virgata là một loài bướm đêm trong họ Noctuidae.